# Corydoras sterbai

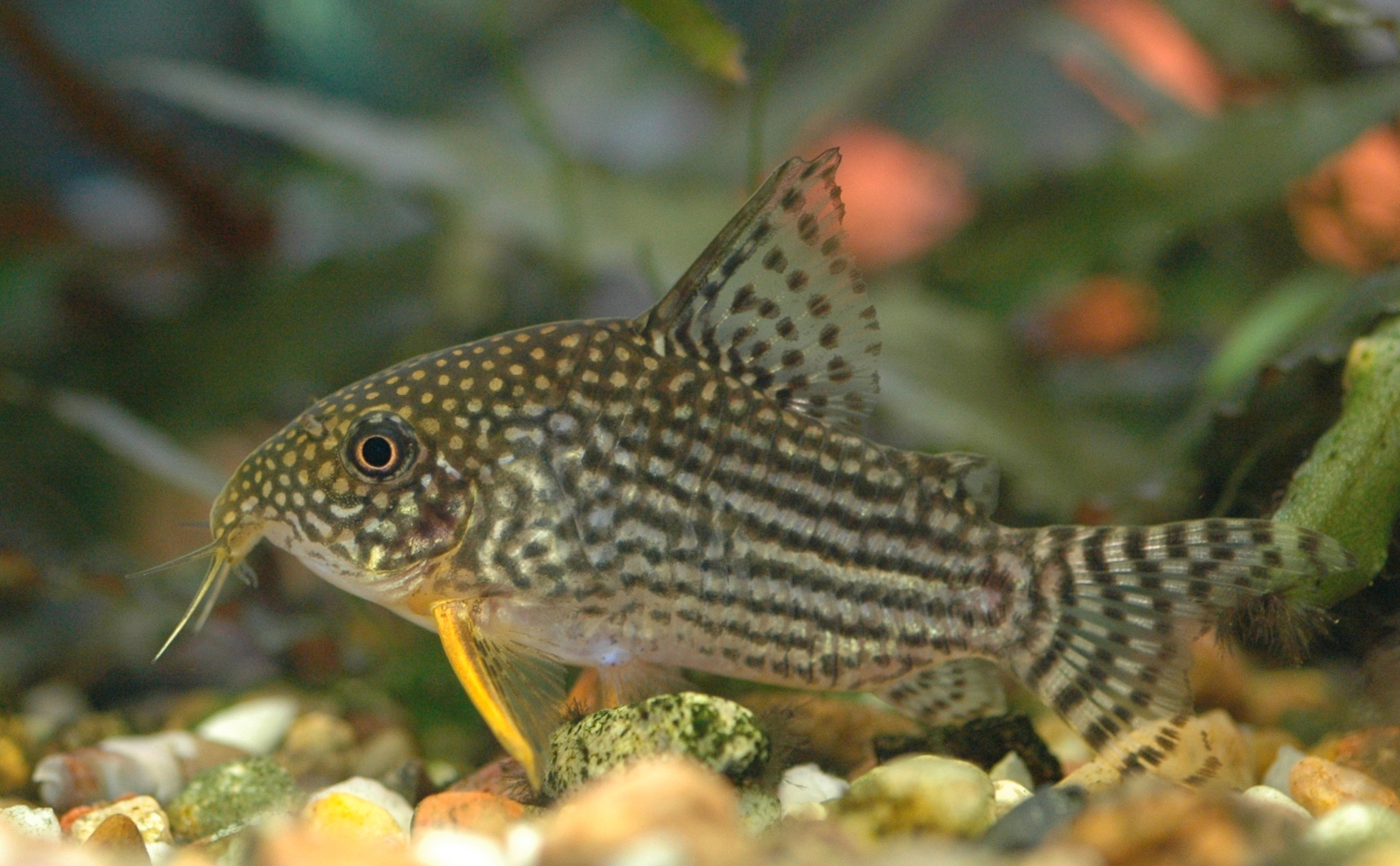
Corydoras sterbai

Corydoras sterbai és una espècie de peix de la família dels cal·líctids i de l'ordre dels siluriformes que es troba a Sud-amèrica: Brasil i Bolívia.
Els mascles poden assolir els 6,8 cm de llargària total.